# سعود قرن
سعود قرن (انگلیسی: Saoud Qern؛ زادهٔ ۲۵ دسامبر ۱۹۸۷) یک ورزشکار اهل عربستان سعودی است.
از باشگاه‌هایی که در آن بازی کرده‌است می‌توان به باشگاه فوتبال الرائد عربستان سعودی اشاره کرد.